# 洪扎赫區
洪扎赫區（俄语：Хунзахский райо́н；阿瓦尔语：Хунзахъ мухъ）是俄羅斯聯邦達吉斯坦共和國的一個行政和市政區。該區坐落在共和國的中西部，面積為551.91平方公里（213.09平方米）。它的行政中心是洪扎赫村。2010年人口普查顯示該區的總人口為31691。

## 行政和市政地位
在俄羅斯行政的區劃策畫下，洪扎赫區是达吉斯坦共和国四十一個分區之一。該區再劃分為十五個農村理事會，佔了該區九分之五的農村社區。